# Бродец (Гостивар)
Бродец (мкд. Бродец) је насељено место у Северној Македонији, у северозападном делу државе. Бродец припада општини Гостивар.

## Географски положај
Насеље Бродец је смештено у северозападном делу Северне Македоније. Од најближег већег града, Гостивара, насеље је удаљено 50 km западно.
Село Бродец се налази у горњем делу високопланинске области Река. Насеље је положено веома високо, на југозападним висовима планине Враца, која се северно наставља на Шар-планину. Западно од насеља тло се стрмо спушта у клисуру реке Радике. Надморска висина насеља је приближно 1.460 m.
Клима у насељу је оштра планинска.

## Историја
До почетка 20. века Бродец је било цела албанска, али су мештани били православне вероисповести. Тада је већина православних мештана била верници Српске православне цркве.

## Становништво
По попису становништва из 2002. године Бродец је имао 7 становника.
Претежно становништво у насељу су етнички Македонци (100%). 
Већинска вероисповест у насељу је православље. 